# Anton Losenko
Anton Pavlovich Losenko (en ruso: Антон Павлович Лосенко; 30 de juliojul./ 10 de agosto de 1737greg.-23 de noviembrejul./ 4 de diciembre de 1773greg.) fue un pintor y académico neoclásico ruso que vivió en la Rusia imperial y que se especializó en temas históricos y retratos. Fue uno de los fundadores del movimiento histórico imperial ruso en la pintura.

## Vida y obra
Anton Losenko nació en la familia de un negociante ruso, Pavel Yakovlevich Losev en Hlújiv, en la región de Chernihovshchyna (actualmente en el Óblast de Sumy, Ucrania). Quedó huérfano y la edad de siete años fue enviado a un coro de la corte en San Petersburgo. En 1753, como había perdido la voz pero había mostrado talento para la pintura, fue enviado como aprendiz al artista Ivan Argunov. Después de cinco años y medio de aprendizaje, fue admitido en la Academia Imperial de las Artes en 1759. Entre las pinturas que creó se encuentran el Retrato de Ivan Shuvalov (1760) y el Retrato de Aleksandr Sumarókov (1760). En 1760, la Academia lo envió a París para estudiar arte con el pintor neoclásico francés Jean II Restout. Allí pintó un gran cuadro basado en la pesca milagrosa. En 1766-1769 Losenko trabajó en Roma, estudiando el arte italiano, especialmente las pinturas de Rafael. Allí creó sus dos cuadros de Kain y Abel.
En 1769, Losenko regresó a San Petersburgo. Recibió una oferta para presentar una pintura histórica como una forma de recibir el estatus de Académico en la Academia Imperial de las Artes. A partir de un episodio de la historia del Rus de Kiev, pintó su lienzo clásico de Vladimiro I de Kiev y Rogneda de Pólatsk. Esta pintura no solo le valió el título de académico, sino también un puesto de profesor en la Academia Imperial (inicialmente, en 1770, profesor adjunto, pero desde 1772 profesor titular y director de la Academia). Mientras estuvo en esta posición, Losenko escribió un libro de texto, Breve explicación de las proporciones humanas, que sirvió a algunas generaciones de pintores en el Imperio Ruso. Trabajó como Director de la Academia hasta su muerte en 1773.

## Reconocimiento e impacto
Anton Losenko es considerado uno de los fundadores del movimiento histórico imperial ruso en la pintura y, junto con su libro de texto (que se utilizó hasta mediados del siglo XIX), influyó en la educación artística en el Imperio ruso. Los pintores Ivan Akimov y Grigori Ugrimov y el escultor Mikhail Kozlovsky estudiaron con él.
Losenko fue uno de los pintores honrados al hacer que su trabajo apareciera en los sellos postales soviéticos, con su Retrato de Fiódor Vólkov que apareció en 1972.

## Retratos

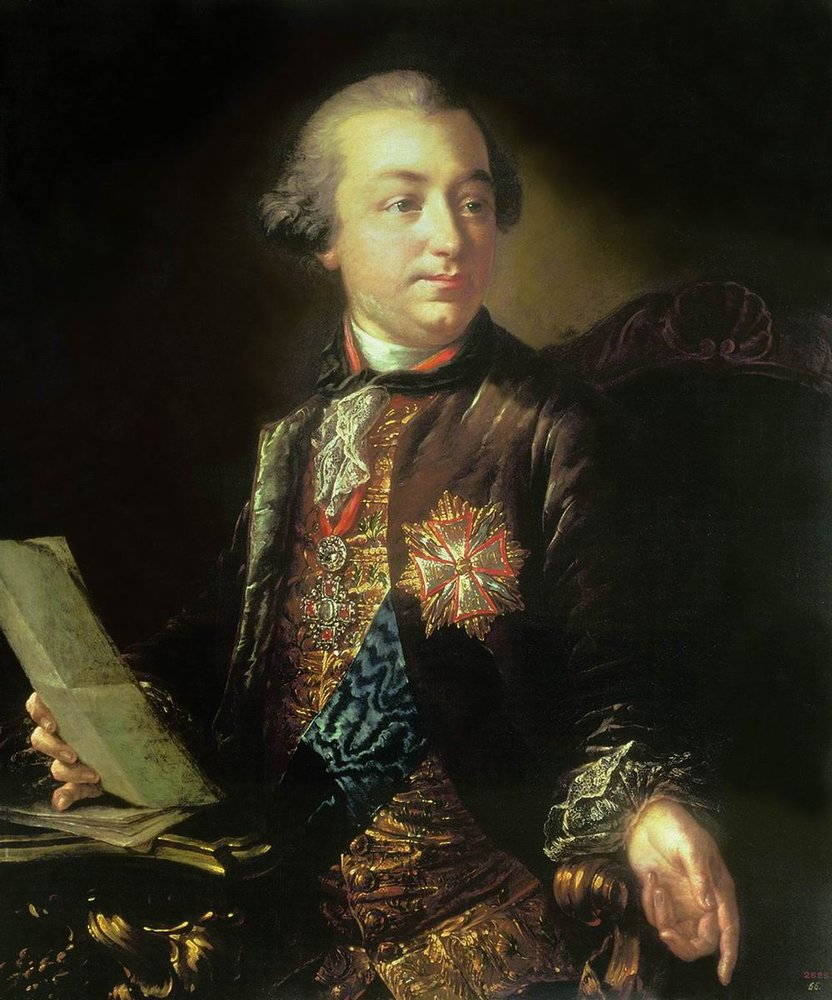
Iván Shuvalov (1760)
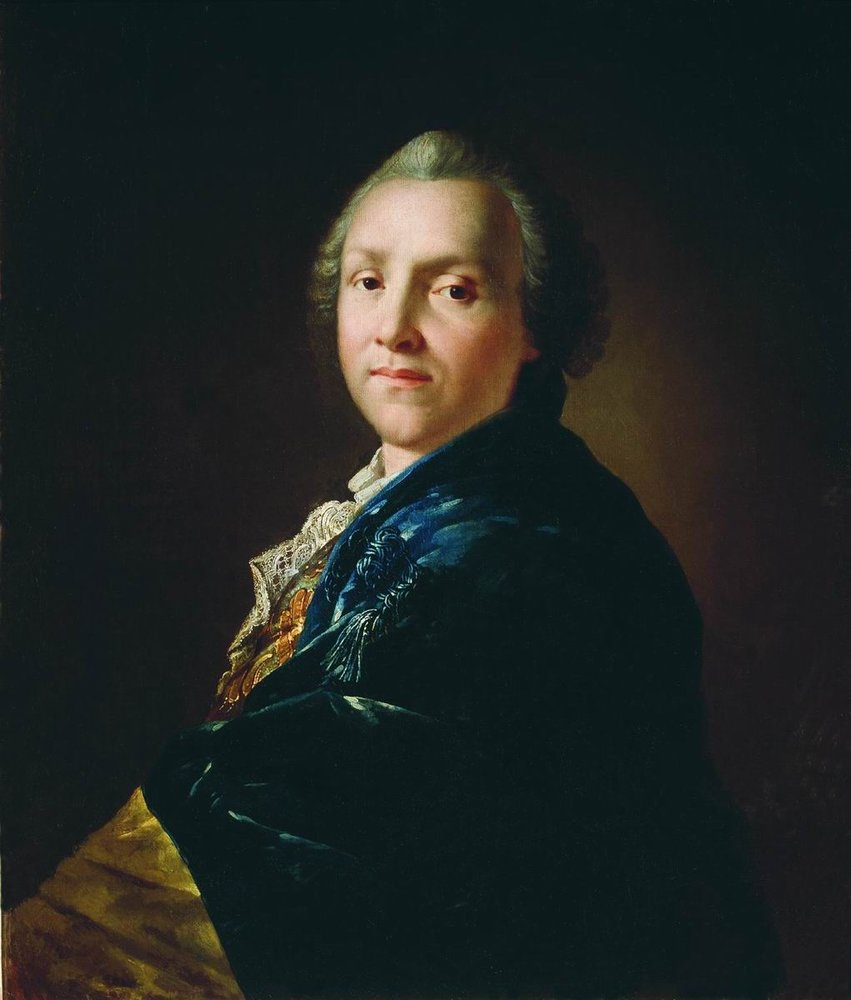
Alejandro Sumarokov (1760)
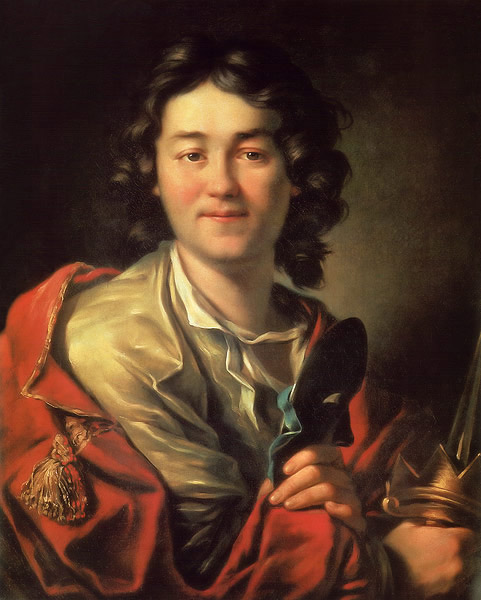
Fiodor Volkov (1763)
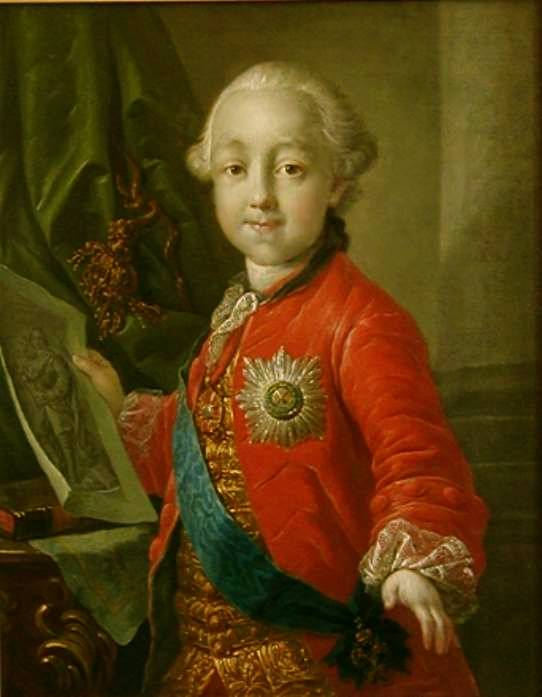
Pablo I de niño (década de 1760)

## Obras neoclásicas

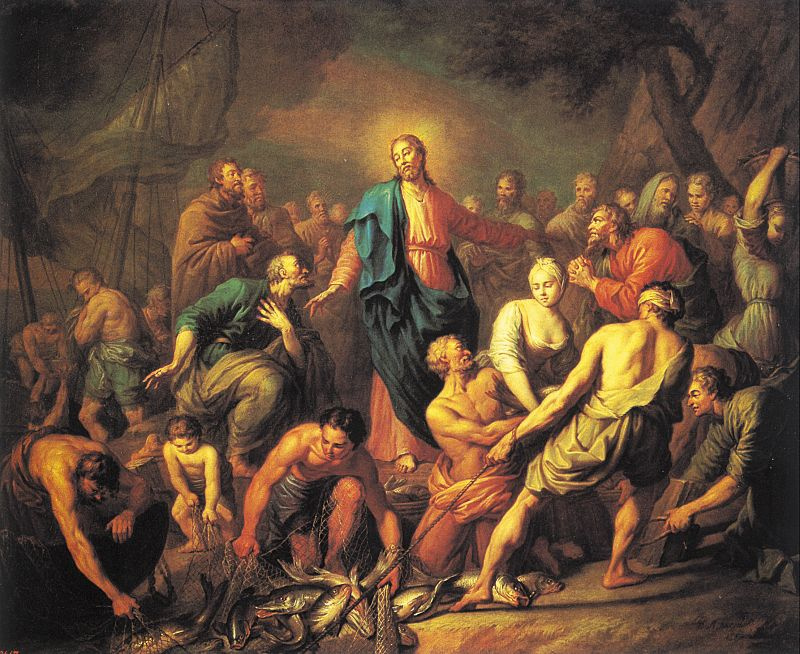
Pesca milagrosa (1762)
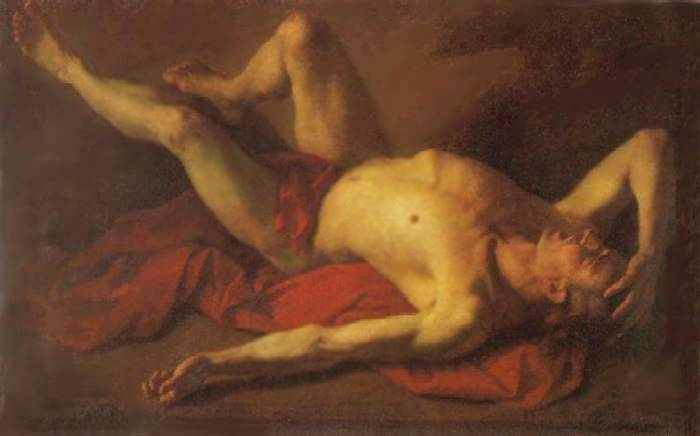
Abel (1768)
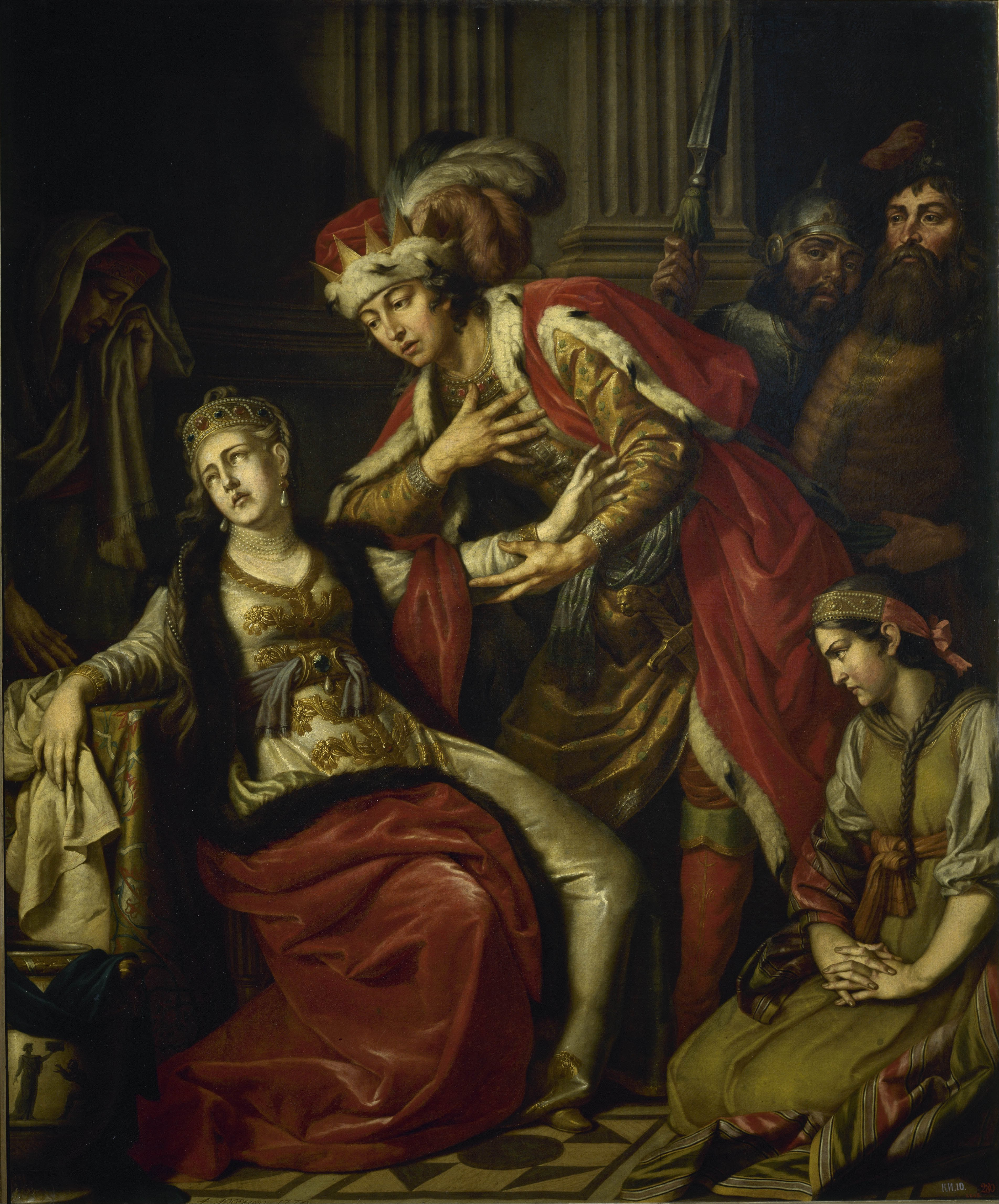
Vladimir y Rogneda (1770)
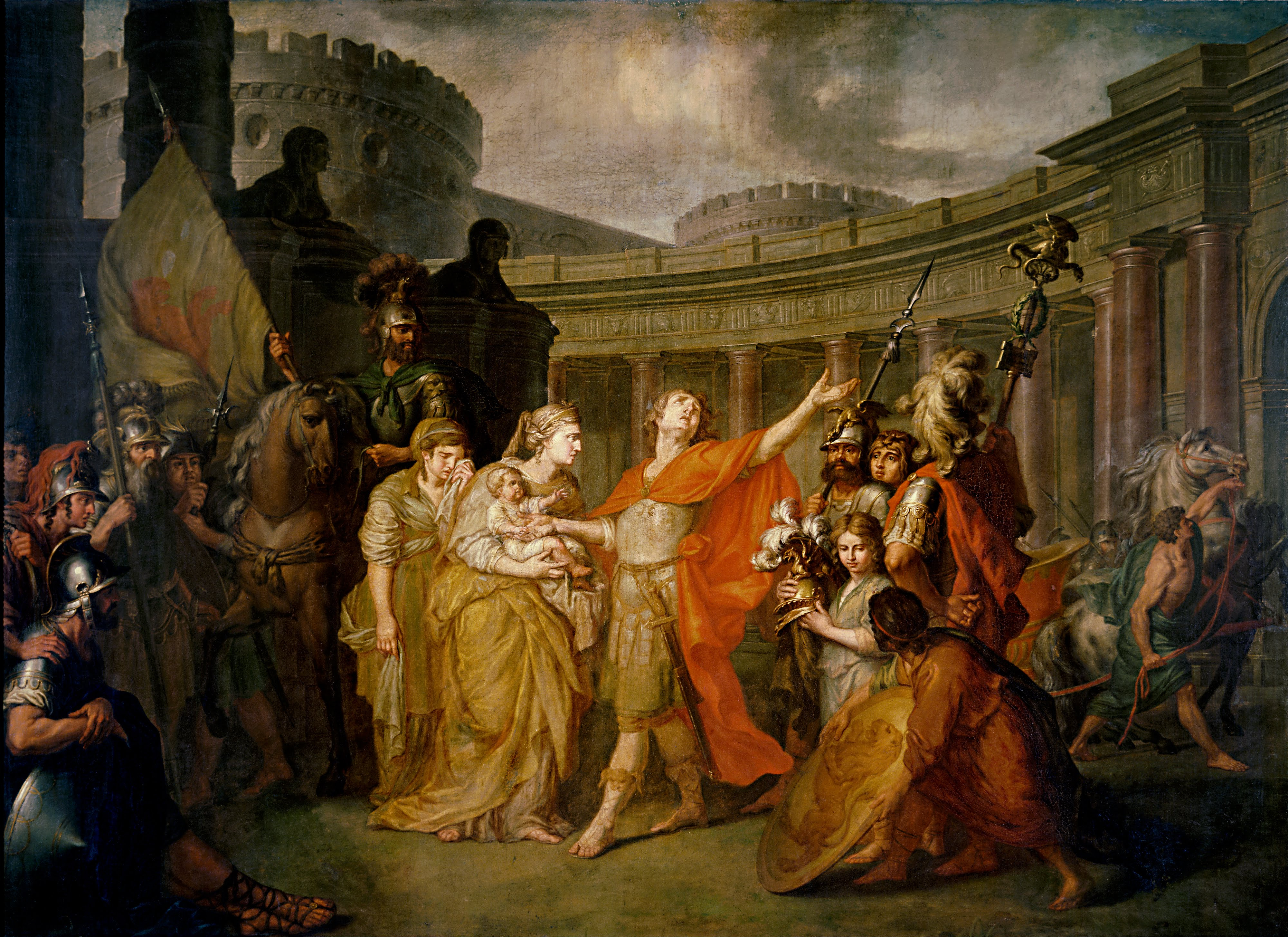
Despedida de Héctor y Andrómaca (1773)